# 821
821 (DCCCXXI) var ett normalår som började en tisdag i den julianska kalendern.

## Händelser

### Okänt datum
- Tang Mu Zong blir kejsare av Kina.

## Födda
- Gisele, prinsessa av Frankerriket.

## Avlidna
- 18 december – Teodulf av Orléans, fransk biskop, diktare och teolog (död i fängelse i Angers i Frankrike).
- Cenwulf, kung av Mercia sedan 796.